# Coptidium spitsbergense
Coptidium spitsbergense là một loài thực vật có hoa trong họ Mao lương. Loài này được (Hadac) Luferov & Prob. mô tả khoa học đầu tiên năm 2006.